# Chapelle Saint-Pierre de Boisset
La chapelle Saint-Pierre est une chapelle située en France sur la commune de Boisset (Cantal), en région Auvergne-Rhône-Alpes.

## Localisation
Le monument se trouve dans le cimetière du village.

## Historique
La chapelle date du XVe siècle. Les peintures murales ont été restaurées en 1986 par Serban Angelescu,.

### Protection
Les fresques conservées à l'intérieur sont classées au titre des monuments historiques par arrêté du 11 juin 1955.